# Camera a scintilla
Una camera a scintilla è un particolare tipo di rivelatore di particelle utilizzato in fisica che sfrutta la ionizzazione di un gas per rivelare il passaggio di particelle che la attraversa.
Questo dispositivo è stato ormai soppiantato da rivelatori con maggiore risoluzione (es. Camera a bolle) ma ha permesso di comprendere meglio la natura dei raggi cosmici.
Viene utilizzata in particolare per i raggi cosmici, in quanto grazie alla sovrapposizione degli elettrodi è possibile scoprire la traiettoria di tale particella.

## Funzionamento
Le camere a scintilla sfruttano la ionizzazione temporanea di un gas che rende possibile il passaggio di corrente attraverso gli elettrodi a diverso potenziale permettendo quindi la visione dell'arco o la rivelazione attraverso dei rivelatori di luce visibile (fotomoltiplicatore).
Inoltre spesso è abbinata a 2 rivelatori a scintillazione (uno in alto e uno in basso) per escudere particelle che potrebbero produrre false ionizzazioni, in questo modo grazie ai rivelatori è possibile dare corrente agli elettrodi solo nel momento in cui gli scintillatori rivelano un raggio cosmico che tutti e due i rivelatori.

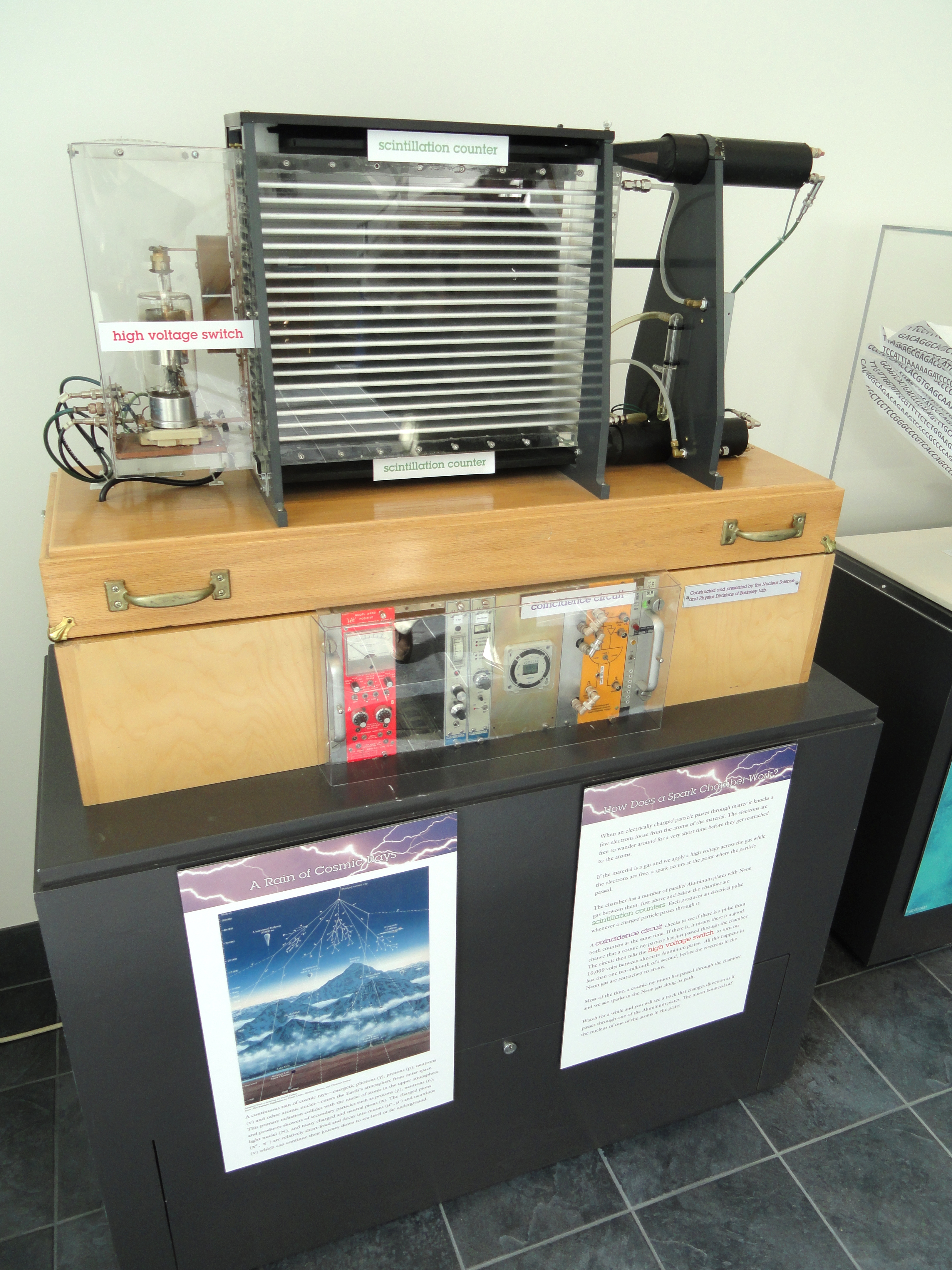
Camera a scintille presente ai Lawrence Berkeley National Laboratory

La camera è costituita da una serie di elettrodi (moduli) equidistanti tra loro ai quale viene applicata una differenza di potenziale sufficiente ad ottenere un arco voltaico che attraversi il gas ionizzato, infatti appena la particella attraversa la materia tra gli elettrodi la ionizza e consente il passaggio di elettroni che andrà a ionizzare altra materia provocando un effetto valanga che andrà a creare un passaggio temporaneo per la corrente.
Tali camere sono spesso schermate dalle interferenze circostanti attraverso gabbie di Faraday per evitare disturbi di natura elettrica.